# Polaroid (Jonas Blue, Liam Payne e Lennon Stella)
Polaroid è un singolo del produttore musicale britannico Jonas Blue, del cantante britannico Liam Payne e della cantante canadese Lennon Stella, pubblicato il 5 ottobre 2018 come ottavo estratto dalla seconda raccolta di Jonas Blue Blue e come quinto estratto dal primo album in studio di Liam Payne LP1.

## Video musicale
Il video musicale è stato reso disponibile il 19 ottobre 2018.

## Tracce
Testi e musiche di Guy James Robin, John Paul Cooper, Ed Drewett e Sam Roman.
Download digitale
1. Polaroid – 3:13

Download digitale – R3hab Remix
1. Polaroid (R3hab Remix) – 3:03

Download digitale – Remixes EP
1. Polaroid (CID & Jonas Blue Remix) – 3:19
2. Polaroid (HUGEL Remix) – 3:30
3. Polaroid (Zac Samuel Remix) – 3:39
4. Polaroid (Nolan van Lith Remix) – 3:08

Download digitale – Acoustic
1. Polaroid (Acoustic) – 3:37

## Formazione
Musicisti
- Liam Payne – voce
- Lennon Stella – voce
- Jonas Blue – arrangiamento, tastiera, programmazione

Produzione
- Jonas Blue – produzione, missaggio
- Mike Marsh – mastering

## Classifiche

### Classifiche settimanali
| Classifica (2018-19) | Posizione massima |
| -------------------- | ----------------- |
| Belgio (Fiandre)     | 29                |
| Belgio (Vallonia)    | 47                |
| Croazia              | 21                |
| Francia              | 183               |
| Grecia               | 90                |
| Irlanda              | 22                |
| Lettonia             | 61                |
| Lituania             | 50                |
| Paesi Bassi          | 92                |
| Regno Unito          | 12                |
| Repubblica Ceca      | 87                |
| Slovacchia           | 83                |
| Slovenia             | 29                |
| Svizzera             | 96                |
| Ucraina              | 79                |

### Classifiche di fine anno
| Classifica (2019) | Posizione |
| ----------------- | --------- |
| Belgio (Fiandre)  | 98        |
| Portogallo        | 159       |